# Plurielles (film)
Pour plus de détails, voir Fiche technique et Distribution.
Plurielles est un film français réalisé par Jean-Patrick Lebel, sorti en 1979.

## Fiche technique
- Titre : Plurielles
- Réalisation : Jean-Patrick Lebel
- Scénario : Jean-Patrick Lebel
- Photographie : Jean Monsigny
- Musique : Michel Valmer
- Montage : Christiane Lack
- Son : Antoine Bonfanti, Auguste Galli, René Levert
- Production : Les Films de l'Arquebuse - Maison de la Culture de la Seine-Saint-Denis
- Pays d'origine :  France
- Durée : 90 minutes
- Date de sortie : France, 14 mars 1979

## Distribution
- Christine Murillo
- Jacques Denis
- Monique Mélinand
- Jenny Clève
- Michel Amphoux
- Guillaume Lebel
- Judith Comets